# 譚衛兒
譚衛兒，JP（1965年11月19日—），香港記者，現任《南華早報》總編輯，是南華早報首位女性總編輯。她曾擔任亞洲電視新聞部副總裁。

## 生平
譚衛兒1965年在生於廣東省湛江市，祖籍廣東江門市新會區。她畢業於湛江第一中學、廣州中山大學外文系學士、香港中文大學2001年社會科學碩士，新聞系碩士。
譚先後任職亞視新聞及無綫新聞，在無綫新聞期間曾擔任驻京记者並曾報道邓小平逝世；2003年，她聯同上司黃應士及陳凱欣遠赴伊拉克及科威特，採訪伊拉克戰爭。
譚衛兒2004年初辭任無綫記者後，曾經在香港有線電視工作，擔任新聞部經理。
2011年，谭卫儿加入凤凰卫视担任评论员，并成为凤凰卫视資訊台的台柱评论员。她目前也是《亞洲週刊》撰稿人之一。
譚衛兒現時於香港浸会大學兼職国际新闻硕士課程講師，教授廣播電視新聞及中港新聞。

## 亞視新聞仕途
2007年，譚加盟香港亞洲電視，出任新聞部總監。
2011年8月，亞視爆出新聞部與管理層各項衝突事件，對於《走進上市公司》一節目疑被管理層要求滲入廣告贊助，譚與亞視新聞部另一前主管梁家榮均表示反對，二人認為這類「有償新聞」會影響新聞公信力。及後，有公關界人士向《明報》爆料，指亞視曾對外開出《走進上市公司》的訪問及製作價目。
2011年9月5日，爆出梁家榮辭職事件之後，譚衛兒跟隨梁家榮提出辭去亞視新聞部副總裁職位，當時未獲接納後翌日，譚被亞視管理層要求即時放假兩個月，譚曾要求處理好當日的工作才離開但不得要領，當日亞視在《六點鐘新聞》用了五分鐘報道譚衛兒被要求放假的消息，並播出譚與下屬道別的講話錄音；錄音中譚要求同事，要根據新聞重要性處理新聞，不涉私人感情及利益。
《蘋果日報》報道指，亞視新任高級副總裁（新聞及公共事務）劉瀾昌曾於新聞部例會要求下屬低調處理相關新聞；同場的譚則唱反調要求下屬必須著重新聞價值，不是看誰的意願去決定新聞做大做小。結果在9月7日的亞視新聞詳盡報道民主黨派員到亞視總台抗議，更主動跟進《走進上市公司》的「有償新聞」爭議，不但邀請學者評論事件，甚至於畫面公開相關節目的贊助價目單張。

## 加入南華早報
2011年12月，譚衛兒離開亞洲電視，加入《南華早報》擔任高級編輯，後晉升為副總編輯。
2015年11月6日，《南華早報》官方網站發布通告，自2016年1月1日起，譚衛兒將接替王向偉擔任總編輯，成為《南華早報》創刊112年來第一位女性總編輯。

## 政治取向
她與國務院港澳辦、新聞辦關係密切，並與中聯辦主任助理陳山玲「情同姐妹」。撰寫新聞時，當報導有關政治議題的觀點時，她常学习CNN,BBC等以「消息人士透露」來代替，以隱藏政見的來源。此舉曾被時任亞洲電視行政總裁王維基反對，並向新聞部員工發出電郵，要求他們不要以此方式撰寫新聞。